# Emiliano Gonzalez Toro
Emiliano Gonzalez Toro, né en 1976 à Genève, est un chanteur d'opéra suisse d'origine chilienne de tessiture ténor, spécialisé dans la musique baroque.
Il dirige avec Mathilde Étienne la formation musicale qu'ils ont fondée, I Gemelli, et travaille de manière approfondie l'art lyrique du Seicento italien (XVIIe siècle) autour des œuvres de Monteverdi, et des compositeurs de cette époque.

## Biographie

### Origines et famille
Emiliano Gonzalez Toro naît en 1976 à Genève de parents chiliens, qui se réfugient en Roumanie après le coup d'État de 1973 au Chili, puis viennent en Suisse, d'abord comme clandestins, grâce à une association œcuménique. Son père y devient magasinier ; sa mère, infirmière. Il a une sœur. Il est apatride jusqu'à sa naturalisation suisse à l'âge de 18 ans.
Il est marié depuis 2014 à Mathilde Etienne.

### Parcours artistique
Ses parents l'inscrivent à l'âge de 8 ans à une chorale d'enfants, Les Pueri, régulièrement invitée à chanter au Grand Théâtre de Genève, quand des chœurs d'enfants étaient requis. Il étudie également le hautbois aux conservatoires de Genève et de Lausanne et obtient une virtuosité à Lausanne, diplôme qui n'existe plus mais représentait le sommet de l'étude d'un instrument. À la fin du cursus, il décide de se consacrer entièrement au chant lyrique.
Ce sont ses débuts avec l'Ensemble vocal de Lausanne sous la direction de Michel Corboz qui seront déterminants pour sa carrière. Il a notamment chanté sous sa direction, les grandes œuvres du répertoire baroque (les Passions, le Messie, les Vêpres de Monteverdi entre autres) et il s'en souvient en ces termes : « J’ai repris le chant, avec une de mes premières prestations en solo dans les Vêpres de Monteverdi, sous la direction de Michel Corboz ; c’est le premier à m’avoir fait confiance. Et j’ai chanté mon premier Requiem de Mozart avec Sandrine Piau ».
C'est à Lausanne, où il chante son premier opéra, qu'il auditionne pour deux chefs d'orchestre importants, spécialisés dans le baroque, Marc Minkowski et Christophe Rousset, alors en résidence à l'Opéra de Lausanne.
Il est invité à participer à des festivals de musique classique : à La Chaise-Dieu, Noirlac, Beaune, Utrecht, Ambrone, Grenade, la Folle Journée à Nantes, Lisbonne, et collabore avec des chefs tels que Michel Corboz, William Christie, Marc Minkowski, René Jacobs, Philippe Herreweghe, Christophe Rousset, Raphaël Pichon et bien d'autres.

### Le baroque
Il se spécialise dans le baroque et singulièrement dans la période des débuts de l'art lyrique, le Seicento Italien, qui voit de multiples compositeurs développer leur art à commencer par Monteverdi et la composition de l'un des premiers opéras, l'Orféo. Il fonde alors l'ensemble I Gemelli en 2019 avec Mathilde Etienne.
Après avoir exploré de nombreux rôles parmi lesquels le rôle de Platée de Jean-Philippe Rameau à l'Opéra du Rhin en 2014 sous la baguette de Christophe Rousset avec sa formation les Talens lyriques, Cominges dans le Pré aux clercs de Louis-Joseph-Ferdinand Herold en 2015 à l'Opéra-Comique, dont il sortira un DVD du label Palazetto Bru Zane, Lenia dans Eliogabalo de  Francesco Cavalli à l’Opéra de Paris en 2016, Artémidore dans Armide en 2016 à Bordeaux ou Eurimaco dans Il ritorno d'Ulisse in patria de Monteverdi au Théâtre des Champs-Elysées en 2018, il aborde les rôles principaux des œuvres baroques du XVIIe siècle dans des représentations qu'il dirige en même temps.
Il organise sa première « tournée » autour des représentations de l'Orféo de Monteverdi en 2019 dans cinq théâtres différents (théâtre des Champs-Elysées, théâtre du Capitole de Toulouse, théâtre arsenal de Metz, Victoria Hall de Londres et Théâtre royal du château de Versailles).
L'enregistrement studio d'un CD en 2018, parait le 2 octobre 2020 chez Naïve, retardé par la pandémie
Il est également chef d'orchestre pour sa propre formation baroque I Gemelli et donne un concert intitulé  « Dolce Tormento » au Théâtre Graslin de Nantes en 2020 avec le contre-ténor Philippe Jaroussky, la soprano Emőke Baráth et la contralto Anthea Pichanick. Au programme des airs de Cavalli, Monteverdi, Ferrari, Frescobaldi, et d’autres références du répertoire lyrique italien du XVIIe siècle. Ce concert a été filmé et retransmis par Medici TV.
Il poursuit l'exploration des opéras de Monteverdi avec Il ritorno d'Ulysse in patria, qu'il dirige également tout en chantant le rôle-titre en 2021 au Théâtre des Champs-Elysées, à Victoria Hall et à Genève. La réalisation est saluée comme du véritable « théâtre vocal ». Enfin, pour compléter la trilogie de Monteverdi, il prépare le troisième volet Le Couronnement de Poppée pour la prochaine saison 2022-23.
En parallèle, Emiliano Gonzalez Toro, Mathilde Etienne et le groupe I Gemelli travaillent sur les madrigaux et autres pièces de l'époque de Monteverdi, et réalisent plusieurs enregistrements de référence. L'Orfeo déjà cité est le deuxième CD sorti chez Naïve, le premier étant  Vespro de Chiara Margarita Cozzolani, qui a fait l'objet d'un diapason d'or 2019. Suivra le CD Soleil noir consacré au ténor, compositeur, joueur de luth, Francesco Rasi qui regroupe de très nombreuses pièces musicales rares du ténor lui-même et de Giacomo Peri, Sigismondo d'India, Claudio Monteverdi et bien d'autres. Un article du Devoir le décrit ainsi « Il s’est entouré ici d’une gambiste, Louise Pierrard, de la harpiste Flora Papadopoulos et du déjà célèbre théorbiste Thomas Dunford pour un programme d’airs inspiré par un chanteur-poète et compositeur du tournant du XVIIe siècle, Francesco Rasi ».
Et c'est en associant à un autre ténor, Zachary Wilder, qu'il enregistre un nouveau CD, sorti en mars 2022, A Room of Mirrors sous le label Gemelli Factory, que la rédaction de France Musique présente ainsi « Un duo de ténors ébouriffants et idéalement assortis, dans un dialogue virtuose autour de la vocalité italienne : Emiliano Gonzalez Toro et Zachary Wilder enflamment de leurs timbres racés et voluptueux les plus belles pièces du premier baroque ». Une tournée accompagne la sortie de ce nouvel opusqui se voit attribuer un Diapason d'or.
Il aborde ensuite la réalisation d'un album souvenir, Violeta Y el  jazz, en mémoire de Violeta Parra, chanteuse chilienne, dont il dit « ... et l’hymne  international qu’est devenu Gracias a la vida. Fils de Chiliens, j’ai été bercé depuis toujours par les chansons de Violeta Parra ». En septembre 2023, le label I Gemelli publie l'avant-dernier opéra de Monteverdi, Il Ritorno d'Ulisse in Patria, qui obtient aussitôt un diapason d'or. En 2021, la formation d'Emiliano Gonzalez Toro et de Mathilde Etienne avait donné deux représentations mises en scène par cette dernière, l'une à Genève, l'autre à Paris au Théâtre des Champs Elysées. À la suite de la sortie de l'album, c'est une tournée de neuf concerts qu'assure la formation I Gemelli, de Bordeaux à Madrid, en octobre 2023.
Emiliano Gonzalez Toro est nommé directeur du festival international de musique baroque de Froville le 23 février 2023.

### Autres projets
En 2025, il monte 'la Missa Criolla - El latin jazz project' avec le salsero cubain Alain Pérez, le pianiste français Thomas Enhco et the Amazing Keystone Big Band. Un concert est donné au Bataclan le 5 mars 2025 pour la sortie de l'album. Cette messe en langue espagnole est un ovni de musique sacrée et une oeuvre capitale pour les catholiques sud-américains. Grâce aux arrangements latin jazz pour le Big Band et l'énergie dansante des deux ténors sud-américains (Emiliano Gonzales Toro venant de l'univers baroque et Alain Pérez venant de la timba cubana), la Misa Criolla a résonné au Bataclan de manière singulière et lumineuse dans un lieu meurtri plusieurs années auparavant.

## Discographie
- Vespro (Chiara Margarita Colozani) - CD Naive - Emiliano Gonzalez Toro et I Gemelli - 2018
- L'Orfeo (Claudio Monteverdi)- CD Naive - Emiliano Gonzalez Toro et I Gemelli - 2019
- Soleil noir (Francesco Rasi) -  CD Naive - Emiliano Gonzalez Toro et I Gemelli - 2021
- A room of mirrors - CD Gemelli factory - Emiliano Gonzalez Toro, Zachary Wilder et I Gemelli - 2022
- Violeta Y El Jazz - CD Gemelli factory - Emiliano Gonzalez Toro, Thomas Enhco, Leo Rondón, Jérémy Bruyère - Mai 2022.
- Il ritorno d'Ulisse in Patria - CD Gemelli factory - Emiliano Gonzalez Toro, Rihab Chaieb, Emöke Baráth, Zachary Wilder, Philippe Jaroussky - Septembre 2023.
- Misa Criolla  The Latin Jazz Project -  Alain Pérez, Emiliano Gonzalez Toro, Thomas Enhco - Mars 2025